# 藥羅葛氏
药罗葛氏（拉丁转写：ŷĝl̂k̂r̂→Yâĝlâk̂âr，即Yaγlakhar，中古汉语：*jiɐk̚ lɑ平 kɑt̚）或夜落纥氏（中古汉语：*jia去 lɑk̚ ɦət̚），今译亚拉格家，是漠北回鶻汗國最早的統治者家族，其後成為甘州回鶻汗國的王族。回鹘药罗葛氏继突厥阿史那氏之后统治蒙古高原。

## 神话
藥羅葛氏源於回紇神話中的卜可汗，也称药罗葛可汗。唐代時藥羅葛氏成為回紇人的王族，採用俟斤作頭銜，第一個有正式紀錄的回紇俟利发是特健俟斤。

## 历史
根据《旧唐书·回纥传》记载，回鹘部落（汉字最初称为回纥）原为铁勒的一部，其部落首领即药罗葛氏，特健俟斤为有史可考的最早的药罗葛氏，活动于西突厥泥厥处罗可汗或隋炀帝时期，从吐迷度至伏帝難为唐朝瀚海都督，7世纪末由于阿史那骨咄祿击败唐朝、复兴突厥汗国，漠北铁勒诸部也归属后突厥，自獨解支开始药罗葛家族随安北都护府迁移至河西地区，在唐朝西北地区定居，并开始了半汉化过程。
727年回纥首领承宗被唐朝流放至今广西，死于途中，其族子瀚海司马护输叛，唐朝遣郭知运讨伐，这支药罗葛氏从河西地区沿着草原丝绸之路逃至后突厥统治下的乌德健山（今蒙古国杭愛山），承宗死后，伏帝难继承河西地区的瀚海都督之位，在蒙古高原承宗或其族子瀚海司马护输的儿子骨力裴罗，742年联合拔悉密、葛逻禄打败统治后突厥的阿史那氏，744年在蒙古高原建立起了回鹘汗国，回鹘汗国都城都城窩魯朵八里为药罗葛氏统治时期所建，是蒙古高原最早的城郭国都。唐朝天寶年間爆发安史之乱，其子英武可汗曾发兵帮助唐平乱，传至奉誠可汗共6任可汗，795年奉誠可汗死，因无子回鹘大臣拥立宰相骨咄祿为可汗，新可汗以及其后的可汗为阿跌氏，因此结束了药罗葛氏对蒙古高原的统治，回鹘汗国在阿跌氏統治下一直到840年才灭亡。

## 词源与语音研究
中国现代学者陈述曾论证，药罗葛与唐代所称的“曳落河、拽落何”，宋代所称的“夜落纥、夜落隔、夜落”，辽金时期的“迭剌、曳剌、移剌客、移剌里、迭剌葛、达剌乖”等译名均为突厥-回鹘语的“健儿、勇士”之意（arlik）。用以称呼军队、部族、官号、姓氏、山川河流等等，因音译使用不同汉字而产生诸多诠释，「河、里、隔、葛、客」等均为尾音，音译时译者时加时略。

## 后裔
蘗羅葛氏一個分支在890年開始統治甘州回鶻直到1052年被西夏打敗。俄羅斯突厥學者尤里·阿列克谢耶维奇·祖耶夫認為藥羅葛氏後來成為迭列斤蒙古的札剌亦兒部。
今天裕固族中的楊姓也來自藥羅葛氏，西部裕固語譯「亞拉格」。